# فلاديمير أكسيونوف
فلاديمير أكسيونوف (بالروسية: Владимир Аксёнов) (و. 1935  م) مهندس، ورائد فضاء، وطيار سوفيتي، هو عضوٌ في الحزب الشيوعي السوفيتي (منذ 1959)، ويحمل رتبة عسكرية مقدم.

## التعليم
تعلم في جامعة موسكو الحكومية المفتوحة ‏ (حتى 1963).

## جوائز
حصل على جوائز منها:
- وسام الاستحقاق في استكشاف الفضاء (12 أبريل 2011)
- وسام لينين (16 يونيو 1980)
- ميدالية النجمة الذهبية [الإنجليزية]‏ (16 يونيو 1980)
- بطل الاتحاد السوفيتي (16 يونيو 1980)
- نيشان كارل ماركس (13 أكتوبر 1976)
- ميدالية النجمة الذهبية [الإنجليزية]‏ (28 سبتمبر 1976)
- وسام لينين (28 سبتمبر 1976)
- رائد الفضاء الطيار للاتحاد السوفياتي [الإنجليزية]‏ (28 سبتمبر 1976)
- بطل الاتحاد السوفيتي (28 سبتمبر 1976)
- ميدالية العامل المخضرم  [لغات أخرى]‏
- جائزة سيد الرياضة السوفيتي التشريفية  [لغات أخرى]‏.